# Johann Bernoulli
Johann Bernoulli   (Basilea, 27 de juliol de 1667 (Julià) - Basilea, 1 de gener de 1748), també conegut com a Jean o John, va ser un metge i matemàtic suís conegut per ser un dels iniciadors del càlcul infinitesimal.

## Vida
Johann Bernoulli era el germà petit de Jakob Bernoulli, que era setze anys més gran. Procedien d'una família de comerciants neerlandesos que van haver d'abandonar Holanda per problemes religiosos. Malgrat que els seus pares volien que seguissin amb els negocis familiars, tots dos germans es van decantar per l'estudi de les matemàtiques.
Johann Bernoulli, va ingressar a la Universitat de Basilea el 1683, on va començar estudis de medicina, mentre el seu germà Jakob, professor a la mateixa universitat, l'introduïa en l'estudi de les matemàtiques. El 1690, va publicar la seva primera tesi de medicina i, el 1694, una segona tesi en matemàtiques aplicades al camp de la medicina.
Entre 1690 i 1691 havia estat a París, on havia donat classes al cercle de Malebranche i on havia conegut el Marquis de L'Hôpital amb qui va subscriure un acord per donar-li classes particulars i continuar amb classes per correspondència quan va tornar a Basilea, i es convertí en la font principal del reconegut llibre de L'Hôpital, cosa que va molestar força Johann Bernoulli. També va ser en aquesta època que va conèixer Pierre Varignon, a qui l'uniria una forta amistat i amb qui va mantenir una copiosa correspondència.
En els anys successius, a Basilea, es va encetar una competició intel·lectual entre ell i el seu germà Jakob, que va tenir efectes força desagradables en el pla familiar i personal.
El 1695, gràcies a la mediació de Huygens, va obtenir un lloc de professor de física i matemàtiques a la Universitat de Groningen en la qual, durant els seus deu anys de permanència fins al 1705, va tenir nombrosos problemes sobre l'ortodòxia religiosa.
El 1705, quan ell i la seva família retornaven a Basilea, va morir el seu germà Jakob. En arribar a Basilea, Johann va ser nomenat professor de matemàtiques a la Universitat, en substitució del seu germà difunt. En aquest càrrec va romandre fins a la seva mort.
Johann Bernoulli va ser escollit membre de l'Acadèmie Royale des Sciences (1699), de l'Acadèmia Prussiana de les Ciències (1701), de la Royal Society (1712), de l'Institut de Ciències de Bolonya i de l'Acadèmia de les Ciències de Sant Petersburg (1721)

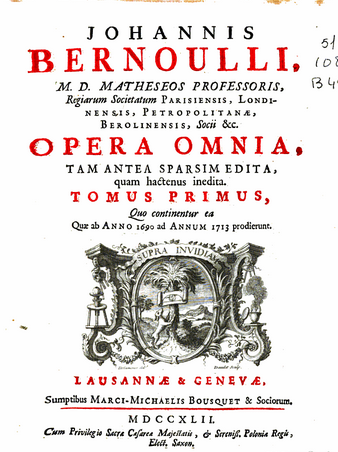

## Obra
L'ingrés de Johann Bernoulli a la universitat va coincidir gairebé amb la publicació del Novo Methodus de Leibniz en Acta Eruditorum. Els dos germans es van posar a explorar les possibilitats d'aquest nou mètode, que acabaria sent el càlcul diferencial. En els anys successius, l'activitat epistolar de Johann va ser frenètica: sobretot, amb Leibniz, amb Varignon i amb L'Hôpital. També va publicar nombroses memòries i articles en Acta Eruditorum i en el Journal des sçavans.
El 1742, quan ja tenia 75 anys, es van publicar un bon nombre d'aquests articles i memòries en forma de llibre i en quatre volums sota el títol de Johannis Bernoulli - Opera Omnia.

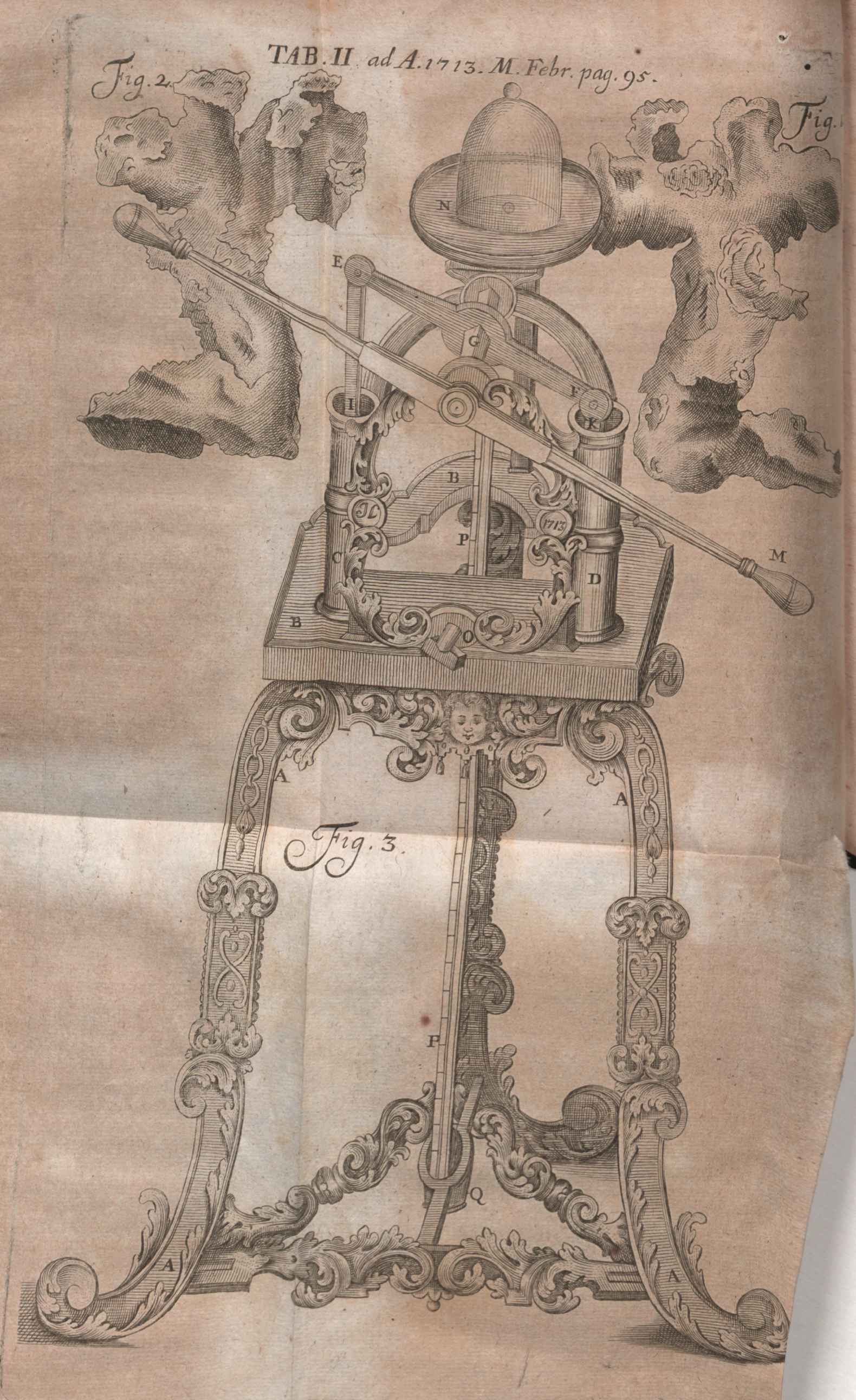
Illustració a De motu corporum gravium... (Acta Eruditorum, 1713)

El més significatiu d'aquests treballs probablement és el del problema de la corba braquistòcrona, proposat per Johann Bernoulli en el número de juny del 1696 d'Acta Eruditorum. En el número de maig del 1697 de la mateixa revista, es van publicar les solucions de Leibniz, Newton, Jakob Bernoulli i del mateix Johann. L'elegant solució de Johann va portar a una investigació de les propietats de les famílies de corbes que va propiciar l'aparició d'alguns conceptes fonamentals en la teoria de les funcions de més d'una variable. En els anys anteriors, ja s'havien proposat estudis de diferents corbes, com la catenària, la isòcrona, algunes de cicloides; per això, l'interès per les propietats de les corbes, des del punt de vista analític, més que geomètric, va significar un gran impuls al càlcul diferencial.
Gràcies als seus estudis de medicina, també va fer aportacions notables a l'estudi de la mecànica dels muscles i de la hidrodinàmica, tot i que algun dels seus contemporanis van considerar que algunes de les seves idees les havia copiat de l'obra del seu fill Daniel Bernoulli.
Des del segle xviii es treballa a l'edició de la seva copiosa correspondència, sobretot amb L'Hôpital, amb Leibniz, amb Varignon i amb Euler. L'edició del Commericum epistolicum entre Johann I Bernoulli ja va ser preparada per la família. i l'edició crítica encara no és acabada. La Biblioteca Universitària de Basilea ha publicat en línia tots els manuscripts de la nissaga dels Bernoulli que posseeix.